# Бардово (Владимирская область)
Бардово — деревня в Киржачском районе Владимирской области России, входит в состав Горкинского сельского поселения.

## География
Деревня расположена в 13 км на северо-восток от центра поселения посёлка Горка и в 15 км на север от райцентра города Киржач.

## История
В XIX — начале XX века деревня входила в состав Жердевской волости Покровского уезда, с 1926 года — в составе Киржачской волости Александровского уезда. В 1859 году в деревне числилось 20 дворов, в 1905 году — 27 дворов, в 1926 году — 31 дворов.
С 1929 года деревня входила в состав Слободского сельсовета Киржачского района, с 1971 года — в составе Илькинского сельсовета, с 2005 года — в составе Горкинского сельского поселения.

## Население
| 1859 | 1905 | 1926 | 2002 | 2010 | 2021 |
| ---- | ---- | ---- | ---- | ---- | ---- |
| 122  | ↗152 | ↘150 | ↘5   | ↘3   | →3   |